# Happy End (groupe)
Pour les articles homonymes, voir Happy end (homonymie).
Happy End (はっぴいえんど) est un groupe de folk rock japonais, originaire de Chiyoda, à Tokyo. Il est actif entre les années 1969 et 1972. La musique avant-garde de ce groupe pionnier est hautement reconnue, et ils sont considérés comme l'un des groupes ayant le plus influencé la musique japonaise. Le groupe fut formé par Haruomi Hosono, et Takashi Matsumoto avant d'être rejoints par Eiichi Ohtaki et Shigeru Suzuki. À la séparation de Happy End, Hosono prend part au groupe Yellow Magic Orchestra, tandis que Matsumoto devient un parolier talentueux ; de leur côté, Suzuki et Otaki continuent leurs carrières comme guitaristes. En 2003, leur titre Kaze Wo Atsumete est apparu sur la bande originale du film Lost in Translation.

## Biographie

### Carrière
En octobre 1969, Haruomi Hosono et Takashi Matsumoto forment un groupe appelé Blue Valentine (ヴァレンタイン・ブルー) juste après la séparation de leur groupe de rock psychédélique Apryl Fool. En mars 1970, Hosono, Matsumoto et Shigeru Suzuki contribuent à l'album de Kenji Endo, Niyago. Le groupe change de nom pour celui de Happy End et devient backing band pour Nobuyasu Okabayashi, jouant sur son album Miru Mae ni Tobe (見るまえに跳べ). Le groupe commence à enregistrer son propre album en avril 1970.
Leur premier album éponyme (écrit en japonais : はっぴいえんど ()) est publié en août sous le label expérimental URC (Underground Record Club). L'album marque un tournant important de la musique japonaise, car il donnera naissance à ce qui s'appellera la controverse du rock en langue japonaise (日本語ロック論争, Nihongo Rokku Ronsō). Plusieurs débats ont lieu entre personnalités rock, en particulier les membres de Happy End et Yuya Uchida, sur ce genre entièrement chanté en japonais plutôt qu'en anglais. Après le succès de leur premier album, Happy End, leur deuxième album, Kazemachi Roman, est publié un an plus tard, et comprend toujours du rock chanté en japonais.
Pour leur troisième album, aussi intitulé Happy End (cette fois écrit en alphabet latin), ils signent au label King Records et enregistrent en 1972 à Los Angeles avec Van Dyke Parks à la production. Hosono écrit ces travaux avec Parks comme « productifs », mais les sessions d'enregistrement ont été tendues, et les membres de Happy End se retrouve insatisfait de la vision qu'il s'était faite des États-Unis avant sa visite dans le pays. La barrière de la langue et le refus d'obtempérer du personnel du studio à Los Angeles frustrent encore plus le groupe. Cette sensation est le thème du morceau Sayonara America, Sayonara Nippon (さよならアメリカ　さよならニッポン, Adieu l'Amérique, adieu le nippon), qui fait participer Parks et le guitariste de Little Feat, Lowell George. Tel que l'explique Matsumoto : « On a déjà abandonné le Japon, et [avec cette chanson], on dit aussi adieu à l'Amérique — on appartient à aucune identité. » Le groupe se sépare le 31 décembre 1972, et l'album est publié en février 1973. Ils effectuent leur dernier concert le 21 septembre 1973 appelé City -Last Time Around, accompagné d'un album live du concert sous le titre Live Happy End l'année suivante.

### Post-séparation
Après séparation, les quatre membres continuent de travailler ensemble et contribuent à chacun de leurs projets en commun. Hosono et Suzuki forment Tin Pan Alley avec Masataka Matsutoya, avant que Hosono ne forme le groupe de musique électronique Yellow Magic Orchestra et Suzuki continue comme guitariste et artiste solo.
Un album intitulé Happy End Parade ~Tribute to Happy End~ et composé de reprises de leurs morceaux par différent artistes, est publié en 2002. Hosono s'est impliqué à sélectionner ce qui y contribueraient. En 2003, leur morceau Kaze wo Atsumete est utilisé pour le film Lost in Translation et dans sa bande originale.
Eiichi Ohtaki décède le 23 décembre 2013 à l'âge de 65 ans. Pour l'album hommage Kazemachi Aimashō, publié en 2015, en hommage au 45e anniversaire de Matsumoto en tant que parolier, Hosono et Suzuki enregistrent d'anciens morceaux inédits de Shūu no Machi (驟雨の街). Un concert spoécial de deux jours pour cette occasion se déroule au Tokyo International Forum les 21 et 22 août 2015. Matsumoto, Hosono et Suzuki ouvrent chaque jour en jouant Natsu Nandesu et Hana Ichi Monme, immédiatement suivi par Haikara Hakuchi avec Motoharu Sano. Ils concluent avec Shūu no Machi, et finalement avec Kaze wo Atsumete

## Postérité
Happy End est crédité comme le premier groupe à avoir chanté en japonais,. Leur style est cité comme à l'origine du « J-pop » moderne, chaque membre ayant contribué à son développement avant la séparation du groupe. Le groupe est considéré comme le père du « city pop »,,. L'impact qu'ils ont généré les aide à se faire surnommer les « Beatles japonais ».

## Discographie

### Albums studio
- 1970 : Happy End (HAPPII ENDO/はっぴいえんど)
- 1971 : Kazemachi Roman (風街ろまん)
- 1973 : Happy End
- 1973 : City - Happy End Best Album (CITY／はっぴいえんどベスト・アルバム)
- 1974 : Singles (シングルス)
- 1977 : Best Collection (ベスト・コレクション)
- 1984 : Happy End and Kazemachi Roman (はっぴいえんど&風街ろまん)
- 1985 : Best (ベスト)
- 1989 : Live On Stage
- 1993 : Happy End Best (はっぴいえんどベスト)
- 1993 : Happy End (はっぴいえんど)

### Albums live
- 1974 : Live Happy End (ライブ・はっぴいえんど」)
- 1982 : Happy End Story (はっぴいえんどストーリー)
- 1985 : The Happy End
- 1986 : Greeeatest Live! On Stage

### Singles
- 1971 : 12 Gatsu No Ame No Hi (１２月の雨の日)
- 1971 : Hanaichimonme (花いちもんめ)
- 1973 : Sayonara America Sayonara Nippon (さよならアメリカさよならニッポン)
- 1999 : Ashita Tenki Ni Naare / Kaze Wo Atsumete / Ayakashi No Dohbutsuen (Live Version) (あしたてんきになあれ／風をあつめて／あやか市の動物園(ライヴ・ヴァージョン))